# Adoretus ovatoides
Adoretus ovatoides är en skalbaggsart som beskrevs av Machatschke 1964. Adoretus ovatoides ingår i släktet Adoretus och familjen Rutelidae. Inga underarter finns listade i Catalogue of Life.